# Artidoro García Godos
José Artidoro García Godos (Piura, 10 de diciembre de 1844 - Lima, 30 de abril de 1918) fue un matemático peruano. 

## Biografía
Cursó su educación secundaria en el Colegio Nacional San Miguel de Piura (1861-1866). Luego se trasladó a Lima, donde ingresó en 1867 a la Escuela Nacional de Artes y Oficios, para cursar la profesión de Mecánico. Ejerció también como profesor de dicha escuela (1872). 
En 1873 ingresó en la Universidad Mayor de San Marcos, donde se graduó de bachiller y licenciado en Ciencias, con tesis sobre «Condiciones de equilibrio de los sistemas de fuerzas aplicadas entre sí» y «El método de los límites sirve de base fundamental al más elevado ramo de las Matemáticas trascendentales, de preferencia al de las funciones derivadas y el de los infinitamente pequeños» (1874). 
Se dedicó entonces a la docencia universitaria, como adjunto a las cátedras de Álgebra Superior y Cálculo Infinitesimal (1874). También fue profesor en el Colegio Nacional Nuestra Señora de Guadalupe y en la Escuela Nacional de Ingenieros. 
Cuando estalló la Guerra del Pacífico (1879-1883), se prestó a colaborar en la defensa de la capital. Como teniente ingeniero, integró la 3.º Compañía del Ejército de Reserva, actuando en las batallas de San Juan y Miraflores (1881). 
Hecha la paz, retomó la docencia universitaria. En la Facultad de Ciencias de San Marcos fue catedrático adjunto de Mecánica Racional (1886) y titular de Cálculo Diferencial e Integral (1887). Fue delegado de la Universidad ante el Consejo Superior de Instrucción Pública (1888).